# Stowarzyszenie Euro-Atlantyckie
Stowarzyszenie Euro-Atlantyckie (SEA) – niedochodowa, ogólnopolska organizacja pozarządowa z zakresu polityki zagranicznej, obronności oraz stosunków międzynarodowych.

## Cele SEA
- Działania na rzecz jak najpełniejszego udziału Polski w NATO, Unii Europejskiej oraz innych instytucjach bezpieczeństwa międzynarodowego
- Prowadzenie prac koncepcyjnych z zakresu polityki zagranicznej, bezpieczeństwa i obronności Polski
- Działalność oświatowa dotycząca polityki Polski oraz stosunków międzynarodowych

Stowarzyszenie organizuje odczyty, spotkania dyskusyjne i konferencje na temat integracji politycznej i wojskowej, opracowuje analizy i ekspertyzy oraz prowadzi działalność wydawniczą.

## Władze
Zarząd
- Prezes: Jerzy Marek Nowakowski[1]
- Członek zarządu: Adam Jelonek
- Członek zarządu: Marek Prawda
- Członek zarządu: Stanisław Onyszkiewicz
- Członek zarządu: Norbert Augustynowicz
- Członek zarządu: Agnieszka Homańska

Komitet założycielski
- Andrzej Ananicz
- Kazimierz Dziewanowski
- Przemysław Grudziński
- Janusz Onyszkiewicz
- Piotr Szczepański

Rada Wykonawcza
- Przewodniczący: Janusz Onyszkiewicz
- Wiceprzewodniczący: Jerzy Maria Nowak

## Geneza
W deklaracji założycielskiej przyjętej 29 marca 1994 33 członków założycieli SEA stwierdzało, że:
Kształtująca się od czterech lat w Europie i na świecie sytuacja tworzy dla Polski szanse, jakich nie miała, od co najmniej dwóch stuleci. Powstała perspektywa korzystnej zmiany polskiego położenia geopolitycznego poprzez usunięcie podwójnego oskrzydlenia (od Wschodu i od Zachodu), które dwukrotnie doprowadziło do utraty przez nas niepodległości. Otwierające się dziś możliwości wejścia Polski w skład zintegrowanej i pomyślnie się rozwijającej unii krajów europejskich połączone z wejściem do europejskich i euroatlantyckich struktur bezpieczeństwa jeśli zostaną urzeczywistnione położą kres owemu oskrzydleniu i zapewnią naszemu krajowi trwałe poczucie bezpieczeństwa.Tej szansy nie wolno zmarnować. Jednym ze środków prowadzących do tego celu jest stworzenie, wzorem innych krajów, szerokiego forum obywatelskiej refleksji nad sprawami bezpieczeństwa państwa, które powinno ułatwić nie tylko lepsze i szersze rozumienie zagadnień polityki zagranicznej ale także sprzyjać porozumieniu co do głównych zagadnień związanych z polską racją stanu. Nierządowy charakter Stowarzyszenia nie tylko ułatwia prowadzenie otwartych dyskusji ale daje także lepszą możliwość otwartej wymiany poglądów z partnerami i rozmówcami zagranicznymi.

## Projekty

### Akademia Euro-Atlantycka
Akademia Euro-Atlantycka to cykl szkoleniowy obejmujący 10 specjalistycznych wykładów. Celem przedsięwzięcia jest wzbogacenie wiedzy słuchaczy o zagadnienia dotyczące: spraw euroatlantyckich, interesów Polski w NATO i Unii Europejskiej, mechanizmów funkcjonowania organizacji zbiorowego bezpieczeństwa, polityki zagranicznej Polski zwłaszcza w dziedzinie bezpieczeństwa międzynarodowego, roli i zadań NATO, polityki bezpieczeństwa i obrony Unii Europejskiej oraz obronności Polski, demokratyzacji stosunków międzynarodowych, kultury obronnej i strategicznej, historii integracji europejskiej w kontekście polityki bezpieczeństwa i obrony, polskiej polityki gospodarczej w ujęciu bezpieczeństwa i obronności, modernizacji polskiej armii, polskiego przemysłu pracującego na rzecz instytucji obrony i bezpieczeństwa kraju i cyberbezpieczeństwa. Akademia Euro-Atlantycka to: debaty, odczyty, konferencje, warsztaty, spotkania dyskusyjne. Wykłady prowadzone są przez wybitnych ekspertów – uczestników polskiego życia publicznego, również we współpracy z instytucjami zajmującymi się problematyką obronności Polski oraz polityką zagraniczną i bezpieczeństwem narodowym. Wykład inauguracyjny „Relacja USA – Rosja – UE: wyzwania i zagrożenia dla polskiej polityki zagranicznej i bezpieczeństwa” odbył się 19 kwietnia 2017.

### Warsaw Transatlantic Forum
Z okazji 60-lecia Sojuszu Północnoatlantyckiego, 10-lecia przystąpienia Polski do NATO i 15-lecia Stowarzyszenia Euro-Atlantyckiego, 12–13 marca 2009 Stowarzyszenie wraz z Centrum Stosunków Międzynarodowych zorganizowało I Forum Transatlantyckie na Uniwersytecie Warszawskim. Debatowano m.in. nad przyszłością NATO oraz sytuacji w Afganistanie. Podczas Forum omawiano także wyzwania dla światowego pokoju, dziedzictwo Bronisława Geremka oraz stosunki transatlantyckie i rolę Stanów Zjednoczonych w podejmowaniu globalnych wyzwań.

### Dyplomacja i Sprawy Międzynarodowe
Konkurs skierowany do uczniów szkół gimnazjalnych z miejscowości do 20 tys. mieszkańców. Celem konkursu jest podniesienie wiedzy uczestników o dyplomacji i sprawach międzynarodowych, zainteresowanie tymi zagadnieniami oraz zachęcenie ich do korzystania z Internetu w celu wyszukiwania informacji. Podczas II edycji konkursu w 2009 roku, laureaci wzięli udział również w symulacji obrad Rady Północno-Atlantyckiej.
Konkurs realizowany jest przy wsparciu Fundacji Wspomagania Wsi.

### Aliante
To edycja międzynarodowego konkursu organizowanego w 12 krajach: Czechach, Gruzji, Litwie, Łotwie, Polsce, Rumunii, Słowacji, Węgrzech, Niemczech, Wielkiej Brytanii, Stanach Zjednoczonych i Ukrainie. Jego podstawowym celem jest promowanie wiedzy związanej z bezpieczeństwem, stosunkami międzynarodowymi, historią XX wieku i geografią. W Aliante mogą brać udział wszyscy uczniowie szkół średnich oraz studenci w Polsce w wieku 15–19 lat, posiadający obywatelstwo jednego z państw członkowskich NATO.